# Élections sénatoriales américaines de 1988
Les élections sénatoriales américaines de 1988 ont eu lieu le 8 novembre 1988 pour renouveler 33 des 100 sièges du Sénat des États-Unis (classe 1). Elles ont lieu deux ans après la prise du Sénat par le Parti démocrate lors des élections de 1986.
Malgré la victoire de George H. W. Bush à l'élection présidentielle, ces élections voient les républicains perdre un siège au profit des démocrates. Le même jour, les démocrates gagnent deux sièges à la Chambre des représentants et prennent un poste de gouverneur aux républicains.

## Situation par État
| État                 | Sortant  | Sortant                 | Sortant | Sortant      | Sortant      | Élu      | Élu                     | Élu   | Résultats (> 5 % des voix)                                           |
| État                 | Sénateur | Sénateur                | Parti   | Élu en       | Statut       | Sénateur | Sénateur                | Parti | Résultats (> 5 % des voix)                                           |
| -------------------- | -------- | ----------------------- | ------- | ------------ | ------------ | -------- | ----------------------- | ----- | -------------------------------------------------------------------- |
| Arizona              |          | Dennis DeConcini        | D       | 1976         | Candidat     |          | Dennis DeConcini        | D     | Dennis DeConcini (D) : 56,7 % Keith DeGreen (R) : 41,1 %             |
| Californie           |          | Pete Wilson             | R       | 1982         | Candidat     |          | Pete Wilson             | R     | Pete Wilson (R) : 52,8 % Leo McCarthy (D) : 44,0 %                   |
| Connecticut          |          | Lowell Weicker          | R       | 1970         | Candidat     |          | Joe Lieberman           | D     | Joe Lieberman (D) : 49,8 % Lowell Weicker (R) : 49,0 %               |
| Dakota du Nord       |          | Quentin N. Burdick      | D       | 1960         | Candidat     |          | Quentin N. Burdick      | D     | Quentin N. Burdick (D) : 59,4 % Earl Strinden (R) : 39,1 %           |
| Delaware             |          | William Roth            | R       | 1970         | Candidat     |          | William Roth            | R     | William Roth (R) : 62,1 % S. B. Woo (D) : 37,9 %                     |
| Floride              |          | Lawton Chiles           | D       | 1970         | Non candidat |          | Connie Mack III         | R     | Connie Mack III (R) : 50,4 % Buddy MacKay (D) : 49,6 %               |
| Hawaï                |          | Spark Matsunaga         | D       | 1976         | Candidat     |          | Spark Matsunaga         | D     | Spark Matsunaga (D) : 76,6 % Maria Hustace (R) : 20,7 %              |
| Indiana              |          | Richard Lugar           | R       | 1976         | Candidat     |          | Richard Lugar           | R     | Richard Lugar (R) : 68,1 % Jack Wickes (D) : 31,9 %                  |
| Maine                |          | George Mitchell         | D       | 1976         | Candidat     |          | George Mitchell         | D     | George Mitchell (D) : 81,2 % Jasper S. Wyman (R) : 18,8 %            |
| Maryland             |          | Paul Sarbanes           | D       | 1976         | Candidat     |          | Paul Sarbanes           | D     | Paul Sarbanes (D) : 61,8 % Alan Keyes (R) : 38,2 %                   |
| Massachusetts        |          | Ted Kennedy             | D       | 1962         | Candidat     |          | Ted Kennedy             | D     | Ted Kennedy (D) : 65,0 % Joe Malone (R) : 33,9 %                     |
| Michigan             |          | Donald W. Riegle Jr.    | D       | 1976         | Candidat     |          | Donald W. Riegle Jr.    | D     | Donald W; Riegle Jr. (D) : 60,4 % Jim Dunn (R) : 38,5 %              |
| Minnesota            |          | David Durenberger       | R       | 1978         | Candidat     |          | David Durenberger       | R     | David Durenberger (R) : 56,2 % Skip Humphrey (DFL) : 40,9 %          |
| Mississippi          |          | John C. Stennis         | D       | 1947         | Non candidat |          | Trent Lott              | R     | Trent Lott (R) : 53,9 % Wayne Dowdy (D) : 46,1 %                     |
| Missouri             |          | John Danforth           | R       | 1976         | Candidat     |          | John Danforth           | R     | John Danforth (R) : 67,7 % Jay Nixon (D) : 31,8 %                    |
| Montana              |          | John Melcher            | D       | 1976         | Candidat     |          | Conrad Burns            | R     | Conrad Burns (R) : 51,9 % John Melcher (D) : 48,1 %                  |
| Nebraska             |          | David Karnes            | D       | 1987 (nommé) | Candidat     |          | Bob Kerrey              | D     | Bob Kerrey (D) : 56,7 % David Karnes (R) : 41,7 %                    |
| Nevada               |          | Chic Hecht              | R       | 1982         | Candidat     |          | Richard H. Bryan        | D     | Richard H. Bryan (D) : 50,2 % Chic Hecht (R) : 46,1 %                |
| New Jersey           |          | Frank Lautenberg        | D       | 1982         | Candidat     |          | Frank Lautenberg        | D     | Frank Lautenberg (D) : 53,6 % Pete Dawkins (R) : 45,2 %              |
| New York             |          | Daniel Patrick Moynihan | D       | 1962         | Candidat     |          | Daniel Patrick Moynihan | D     | Daniel Patrick Moynihan (D) : 67,0 % Robert R. McMillan (R) : 31,1 % |
| Nouveau-Mexique      |          | Jeff Bingaman           | D       | 1982         | Candidat     |          | Jeff Bingaman           | D     | Jeff Bingaman (D) : 63,3 % Bill Valentine (R) : 36,7 %               |
| Ohio                 |          | Howard Metzenbaum       | D       | 1976         | Candidat     |          | Howard Metzenbaum       | D     | Howard Metzenbaum (D) : 57,0 % George Voinovich (R) : 43,0 %         |
| Pennsylvanie         |          | H. John Heinz III       | R       | 1976         | Candidat     |          | H. John Heinz III       | R     | H. John Heinz III (R) : 66,5 % Joe Vignola (D) : 32,4 %              |
| Rhode Island         |          | John Chafee             | R       | 1976         | Candidat     |          | John Chafee             | R     | John Chafee (R) : 54,6 % Richard A. Licht (D) : 45,4 %               |
| Tennessee            |          | Jim Sasser              | D       | 1976         | Candidat     |          | Jim Sasser              | D     | Jim Sasser (D) : 65,1 % Bill Andersen (R) : 34,5 %                   |
| Texas                |          | Lloyd Bentsen           | D       | 1970         | Candidat     |          | Lloyd Bentsen           | D     | Lloyd Bentsen (D) : 59,2 % Beau Boulter (R) : 40,0 %                 |
| Utah                 |          | Orrin Hatch             | R       | 1976         | Candidat     |          | Orrin Hatch             | R     | Orrin Hatch (R) : 67,2 % Brian Moss (D) : 31,7 %                     |
| Vermont              |          | Robert Stafford         | R       | 1971         | Non candidat |          | Jim Jeffords            | R     | Jim Jeffords (R) : 68,0 % Bill Gray (D) : 29,8 %                     |
| Virginie             |          | Paul S. Trible Jr.      | R       | 1982         | Non candidat |          | Chuck Robb              | D     | Chuck Robb (D) : 71,2 % Maurice A. Dawkins (R) : 28,7 %              |
| Virginie-Occidentale |          | Robert Byrd             | D       | 1958         | Candidat     |          | Robert Byrd             | D     | Robert Byrd (D) : 64,8 % M. Jay Wolfe (R) : 35,2 %                   |
| Washington           |          | Daniel J. Evans         | R       | 1983         | Non candidat |          | Slade Gorton            | R     | Slade Gorton (R) : 51,1 % Mike Lowry (D) : 48,9 %                    |
| Wisconsin            |          | William Proxmire        | D       | 1957         | Non candidat |          | Herb Kohl               | D     | Herb Kohl (D) : 52,1 % Susan Engeleiter (R) : 47,5 %                 |
| Wyoming              |          | Malcolm Wallop          | R       | 1976         | Candidat     |          | Malcolm Wallop          | R     | Malcolm Wallop (R) : 50,4 % John Vinich (D) : 49,6 %                 |